# Habitatge al carrer J.C. Serrallonga (Sant Hilari Sacalm)
L'Habitatge al carrer J.C. Serrallonga és una obra de Sant Hilari Sacalm (Selva) inclosa a l'Inventari del Patrimoni Arquitectònic de Catalunya.

## Descripció
Petita casa de pedra, situada al carrer J.C. Serrallonga, molt a prop d'un parking municipal, i davant d'una parada d'autobús de la "Hispano-Hilariense".
Consta de planta baixa i pis amb un ràfec amb entramat de fusta i una teulada a dues vessants en tèula àrab.
A la planta baixa, a la part esquerra hi ha dues finestres petites, quadrangulars i en arc pla, una d'elles amb llinda de fusta i brancals de pedra. Tot seguit hi ha la porta d'entrada, amb impostes i amb llinda i brancals de pedra. A la llinda hi té una data inscrita: 17 AS 460.
Al pis hi ha dues finestres quadrangulars amb llinda, brancals i ampit de pedra.
La façana està realitzada en maçoneria.

## Història
La inscripció a la llinda situa la data de construcció de l'edifici al segle xviii.